# Bartłomiej Stankowiak
Bartłomiej Stankowiak (ur. 1970 w Poznaniu) – polski dyrygent, dr hab. sztuk muzycznych, adiunkt i dyrektor Instytutu Muzyki Wydziału Artystycznego Uniwersytetu Zielonogórskiego.

## Życiorys
Odbył studia dyrygenckie symfoniczne w Akademii Muzycznej w Poznaniu. Obronił pracę doktorską, 3 lutego 2014 habilitował się na podstawie oceny dorobku naukowego i pracy zatytułowanej Cykl płyt z serii "Musica Restituta" ze szczególnym uwzględnieniem vol. IV: "Missa in nativitate Domini".
Objął funkcję adiunkta, oraz dyrektora w Instytucie Muzyki, a także prodziekana  na Wydziale Artystycznym Uniwersytetu Zielonogórskiego.

## Życie prywatne
Jest żonaty, ma trójkę dzieci. Oprócz pracy zawodowej jego hobby to: akwarystyka słodkowodna i morska, samochody marki Saab, muzyka zespołów m.in. Yes, Genesis, SBB. Także słucha muzyki jazzowej oraz muzyki od średniowiecza do XX wieku.